# Uskolisni rogoz
Uskolisni rogoz (лат. Typha angustifolia), poznat još i kao tvrdi rogoz ili palacka je biljka iz familije Typhaceae. Areal rasprostranjenja obuhvata Evropu, zapadnu Aziju, Severnu Ameriku, Australiju. U Srbiji je veoma česta.

## Opis
Višegodišnja zeljasta biljka sa puzećim rizomom, visoka 1 do 3 m. Listovi su linearni, pljosnati ili su sa donje strane blago lučno ispupčeni. Uglavnom su široki od 3 do 6mm i na stabljici raspoređeni u dva reda. Cvast je cilindrična, terminalno postavljena. Izgrađena je iz muških cvetova koji su grupisani na vrhu cvasti i ženskih cvetova koji su zbijeniji i nalaze se u donjem delu cvasti. Muški i ženski cvetovi razdvojeni 3-8 cm. Cvetovi su sitni i neugledni, nemaju cvetni omotač. Prašničke niti su 1,5 do 2 puta duže od prašnica. Tučkovi su cvetovi sa pripercima u vidu niti, na vrhu su lopatičasto prošireni i nalaze se na dugoj dršci. Žig je linearan. Biljka cveta od jula do avgusta. Polen ima niska alergijska svosjtva. Oprašuje se pomoću vetra, prašnici sazrevaju pre tučkova. Plod je jednosemena orašica, raznosi se vetrom.

## Upotreba
Iz rizoma se može dobiti skrob. Listovi se upotrebljavaju u bačvarstvu i pletarstvu. Silažom može služiti za dobijanje hrane, a od cele biljke se može proizvoditi hartija. Iz pricvetnih vlasi se dobija celuloza visokog kvaliteta.

## Stanište
Može se naći na svim tipovima vlažnih staništa; pored reka i jezera, u močvarama i barama. Pogoduju joj osunčani predeli, vlažno i blatno tlo. Ova biljka može agresivno da se širi u odogovarajućim staništima.